# El Koudia El Beida
El Koudia El Beida  (en arabe :  الكدية البيضاء),  est une communauté rurale de la province de Taroudant dans la région de Souss-Massa au  Maroc.

## Géographie
Au sein de la province de Taroudant, la commune d'El Koudia El Beida fait partie du caïdat d'Ouled M'hella. Elle se situe à 55 km à l'est  d'Agadir et à 37 km à l'ouest de Taroudant dans la plaine du Souss. El Koudia El Beida est traversée par la route P 1714 reliant Agadir à Taroudant.

## Démographie
Cette commune rurale comprend 87 521 habitants selon le recensement de la population et du logement de 2014, C'est la plus grande communauté rurale parmi les 81 communes rurales de la région de Taroudant  en termes de population.

## Administration et politique
El Koudia El Beida dispose d'écoles, d'un lycée et un collège avec un internat, d'un centre administratif, d'un hôpital et d'un bureau de poste (le code postal est 83372).

### Liste des établissements d'enseignement
- Lycée/collège  Al Majd;
- Ecole Salah Eddine;
- Ecole El Hafaya;
- Ecole Maarri

## Climat
La commune appartient a une zone marquée par une interférence océanique saharienne et montagneuse. L'influence saharienne se manifeste par le chergui.